# Torbjörn Axelman
Lars Gunnar Torbjörn Kullänger-Axelman, ursprungligen Andersson, född 28 april 1932 i Eskilstuna Klosters församling, död 25 februari 2023 i Stockholm, var en svensk TV-producent, regissör och författare. Han var en av pionjärerna inom svensk television.

## Biografi

### Bakgrund
Torbjörn Axelman föddes i Eskilstuna som son till typografen och senare byggmästaren Edvard Hilmer Andersson (1901–1935) och Märtha Magdalena Engström (1994–1997). Efter faderns död antog mor och son 1944 namnet Kullänger. Modern träffade sedan Valdemar Axelman (1904–1989), som var bokhandlare i Valdemarsvik. Hon gifte sig 1945 med honom och flyttade dit med sin son. Genom detta fick sonen dubbelnamnet Kullänger-Axelman. Efter studentexamen i Örebro 1951, blev han filosofie kandidat 1955 och filosofie magister vid Uppsala universitet 1956. I Uppsala gjorde han sig bemärkt som skribent och som regissör på studentteatern, vilket han hade nytta av då han kom till den svenska statstelevisionen.

### Karriär
Torbjörn Axelman var journalist vid Nerikes Allehanda och Tidningen Upsala periodvis 1952–1966 och producent vid Sveriges radio-TV 1956–1985. Han var målare och bokillustratör samt VD för AB Stockholms Aero från 1984.
Axelman satte upp ett antal revyer i Uppsala med Owe Thörnqvist på 1950-talet, vilka sedan Gösta Bernhard och Stig Bergendorff lånade nummer ifrån till Casinorevyn i Stockholm. Axelman anställdes på TV 1956 och var med om att starta bland annat Aktuellt. Axelman var reporter, studioman, klippare och producent och en av pionjärerna inom svensk färg-tv-produktion. Axelman lämnade Sveriges Television i mitten av 1980-talet för att ägna sig åt bland annat reklamfilm och flyg. TV-programmet Kuckeliku med Owe Thörnqvist, Lena Hansson, Donovan, Ardy Strüwer, Lasse Åberg, Gunnar Nilson, Sabu Martinez och Mats Olssons orkester.[källa behövs]
I slutet av 1960-talet samarbetade han med Lee Hazlewood i en svensk TV-produktion Kärlek och andra brott, baserad på Hazlewoods LP Love and Other Crimes. 1970 spelade de in en musikvideo till albumet Cowboy in Sweden på Gotland. Axelman har även haft framgång i den prestigefyllda Guldrosen i Montreux med programmet "N.S.V.I.P.'s/Not so very important people", där han fick både guldrosen och den internationella pressens pris. Camera Obscura 1977 och Fata Morgana 1978 fick han "Mention of Honor" för.[källa behövs]
Axelman deltog redan tidigare i Montreux tävlingarna med "My Camp" Lasse Åberg och Ronnie Dunne Quartet vidare med Alice of Sweden, Alice Babs och kontrabasisten Red Mitchell. 1974 satt även Axelman med i den internationella juryn i Montreux.[källa behövs]
Axelman var medlem i Sällskapet Stallbröderna sedan 1965. I samband med att Axelman bröt benet och trots detta infann sig två dagar senare i inspelningsstudion på kryckor och i rullstol instiftade han priset Silverspiken. Utmärkelsen skall ges till en stressad och pressad broder som på grund av övermänskligt många åtaganden lyckats utföra en berömvärd handling. Den förste stallbroder som erhöll priset var Jan Halldoff 1974.[källa behövs]
Axelman skrev ett antal diktsamlingar som de flesta är utgivna på förlaget "Warlocke" och som ägdes tillsammans med Lee Hazlewood. Den sista diktsamlingen, som innehåller material från de tidigare, är emellertid utgiven av Pond Förlag, vars förläggare Pehr Hasselrot också anordnat en utställning i Visby med Axelmans målningar; dessa två saker är de första kulturella projekt med Axelmans inblandning, som företagits efter Brucebohändelserna, och markerade i så måtto en nytändning. 

### Skottdramat i Brucebo
Den 1 december 2008 sköt Axelman Brucebostiftelsens ordförande Joakim Hansson i ryggen. En större polisstyrka och Nationella Insatsstyrkan sändes till platsen. När Axelman frivilligt kom ut ur huset vid tiotiden på kvällen var han beväpnad och avlossade skott mot polisen. Insatsstyrkan sköt Axelman i bröstet och ett skott i vartdera låret.
I februari 2009 dömdes Axelman av Gotlands tingsrätt för tre fall av mordförsök, en dom som senare 10 juni 2009 fastställdes av Svea hovrätt. Rättsmedicinalverket framförde i ett utlåtande till Gotlands tingsrätt att Axelman var allvarligt psykiskt störd vid dådet samt att det fanns risk att han skulle begå ytterligare brott. Verket framhöll behovet av rättspsykiatrisk vård. I april 2012 beslutade förvaltningsrätten i Uppsala att vården kunde upphöra och Axelman släpptes.

### Familj
Torbjörn Axelman var 1953–1970 gift med Estlandsbördiga biblioteksbiträdet Saima Liiver (1932–2007) och fick med henne sonen Stefan Kullänger 1953. Han levde från 1967 med Louise Brattberg och fick tre barn med henne. De bodde tillsammans på Lidingö, men separerade på 1990-talet.

## TV-produktioner
- 1976 - Liten artistbukett (Sven Lindahl, Lars Berghagen, Lena Hansson, Gösta Linderholm, Thore Skogman
- 1975 - There's a lotta lonely people tonight (Lee Hazlewood, Barbro Svensson, Jan Malmsjö, Björn Skifs och Pierre Isacsson
- 1975 - På minuten (Carl-Gustaf Lindstedt, Lennart Swahn, Catrin Westerlund, Stig Järrel och Gösta Bernhard
- 1975 - Dragspelsfest (Ulf Elfving och Ebbe Jularbo)
- 1975 - In kommer Gösta (Gösta Linderholm)
- 1975 - Samling vid pumpen (Pekka Langer, Sven-Bertil Taube, Ulf Björlin, Sigge Fürst, Fred Åkerström och Jeja Sundström)
- 1974 - Nyårsafton (Eva Bysing, Stig Grybe, Carl-Gustaf Lindstedt, Anna Sundqvist, Bert-Åke Varg och Mats Olssons orkester
- 1974 - Alice of Sweden (Alice Babs Sjöblom, Jan Allan, Sabu Martinez och Red Mitchell)
- 1974 - Alice och Sveriges radios symfoniorkester
- 1974 - Alice à la carte (Alice Babs Sjöblom, Svend Asmussen, Duke Ellington, Ulrik Neumann, Birgit Nilsson, Adolf Jahr, Lasse Dahlquist och Peter Ustinov
- 1974 - Alice improviserar (Alice Babs Sjöblom, Jan Allan, Sabu Martinez och Red Mitchell
- 1974 - Alice idag (en dokumentär med bl.a. Alice Babs Sjöblom, Charlie Norman och Svend Asmussen)
- 1974 - Alice i Noaks Ark (Alice Babs Sjöblom, Jan Malmsjö, Svend Asmussen, Eddie Bruhner och Gösta Linderholm
- 1973 - Sommer in Schweden (Ulf Björlin, Rolf Björling, Merit Hemmingson, Lill Lindfors, Nina Lizell, Evert Taube, Sven-Bertil Taube, Bruno Wintzell, Sylvia Vrethammar och Lasse Åberg
- 1972 - Taube, Stockholm och mycket annat (Evert Taube, Astri Taube, Sven-Bertil Taube
- 1969 - Together (Elis Regina, Toots Thielemans, Svante Thuresson), Miriam Makeba), Siw Malmkvist), Lee Hazlewood),
- 1969 - Små gröna äpplen (Monica Zetterlund, Tony Joe White, Ardy Strüwer och Lasse Åberg
- 1968 - Lill och Paul, En midsommarnattsdröm
- 1968 - Lunchrasten, Färgfortifikation
- 1968 - Kuckeliku (Owe Thörnqvist, Lena Hansson, Donovan, Ardy Strüwer, Lasse Åberg, Gunnar "Siljabloo" Nilson, Sabu Martinez, och Mats Olssons orkester
- 1956 - Professor Harlequins hemlighet

## Filmografi

### Regissör
- 1956 – Professor Harlequins hemlighet
- 1966 – Oj oj oj eller Sången om den eldröda hummern
- 1968 – Het snö
- 1968 – Lejonsommar
- 1969 – Kameleonterna
- 1970 – Cowboy in Sweden
- 1971 – Smoke
- 1975 – Må vårt hus förskonas från tigrar
- 1980 – Flygnivå 450
- 1981 – Clownen Jac
- 1984 – Hommage à Harry Schein

### Manusförfattare
- 1966 – Oj oj oj eller Sången om den eldröda hummern
- 1968 – Het snö
- 1968 – Lejonsommar
- 1969 – Kameleonterna
- 1971 – Smoke
- 1975 – Må vårt hus förskonas från tigrar
- 1980 – Flygnivå 450

### Lee Hazlewood-produktioner
- 1975 - There's a lotta lonely people tonight
- 1974 - Lee and Ann-Kristin Hedmark at Berns
- 1973 - The N.S.V.I.P's (The not so very important people) (Guldrosvinnare Montreux)
- 1972 - Nancy & Lee in Las Vegas
- 1970 – Cowboy in Sweden
- 1971 - Requiem for an almost lady
- 1969 - Together (tävlingsbidrag Montreux)
- 1969 - Love and other crimes

### Skådespelare
- 1962 – Kanariehunden
- 1962 – Sommarfortifikation
- 1963 – Vinterfortifikation
- 1966 – Oj oj oj eller Sången om den eldröda hummern
- 1968 – Lejonsommar
- 1975 – Må vårt hus förskonas från tigrar

## Diktsamlingar
- 2011 - Vad väger tiden (nyutgåva, Pond Förlag)
- 2007 - Vad väger tiden
- 1991 - Verkligheten kommer för nära
- 1988 - Omvänd roderverkan
- 1987 - Perihelion
- 1986 - Irrbloss från 40-talet
- 1985 - Själsö elegien
- 1984 - Inom natt och år
- 1983 - Tecken i töcken
- 1982 - Städ hägringar
- 1981 - Reservatet
- 1980 - Blå eld
- 1957 - Perspektiv på Uppsala